# Saheltörnskata
Saheltörnskata (Lanius gubernator) är en fågel i familjen törnskator inom ordningen tättingar.

## Utseende och läte
Saheltörnskatan är en liten och vackert tecknad törnskata, med rostrött på rygg och övergump, grått på hjässa och nacke samt en svart mask över ögat. Vanligen uppvisar den en liten vit fläck på vingens främre del. Fågeln liknar törnskatan, men är mindre och har roströd snarare än grå övergump. Den är inte särskilt ljudlig, men kan avge en serie visslingar och låga, gnissliga toner.

## Utbredning och systematik
Fågeln förekommer från Elfenbenskusten till Sydsudan, norra Uganda och nordöstra Demokratiska republiken Kongo. Den behandlas som monotypisk, det vill säga att den inte delas in i några underarter.

## Levnadssätt
Saheltörnskatan är en ovanlig och lokalt förekommande fågel i fuktig savann. Den ses vanligen i par eller smågrupper.

## Status
Arten har ett stort utbredningsområde och beståndet anses vara stabilt. Internationella naturvårdsunionen IUCN listar den därför som livskraftig (LC).